# Vought XF2U
Il Vought  XF2U fu un aereo da caccia monoposto, monomotore, sviluppato dall'azienda statunitense Vought Aircraft Company nella seconda metà degli anni venti del XX secolo e rimasto alla stadio di prototipo.

## Storia del progetto
Il prototipo dell'aereo da attacco Vought O2U Corsair andò in volo per la prima volta il 2 novembre 1926, ed i primi esemplari furono consegnati ai reparti nel 1927. L'aereo fu considerato di successo, e stabilì diversi record di velocità e altitudine in quell'anno. Per competere per il requisito emesso dal Bureau of Aeronautics per un caccia biposto imbarcato su portaerei, l'ufficio tecnico della Vought, diretto da Chance M. Vought, adattò il progetto dello O2U, ma i progressi furono lenti. I prototipi dei nuovi caccia Vought XF2U-1 e Curtiss XF8C-2 Falcon furono ordinati il 30 giugno 1927. Il prototipo dello XF2U-1 non fu completato fino al giugno del 1929, e andò in volo per la prima volta il 21 dello stesso mese.  Lo XF2U fu poi collaudato su un ponte simulato di una portaerei a Norfolk, in Virginia.

## Descrizione tecnica
Lo XF2U-1 era un aereo da caccia imbarcato, monomotore, biposto. Biplano con le ali di uguale apertura realizzate in legno e dotate di rivestimento in tela. La fusoliera era costruita in tubi d'acciaio saldati, rivestita in tessuto.
La propulsione era affidata a un motore radiale Pratt & Whitney R-1340-C/D Wasp a 9 cilindri raffreddati ad aria, che erogava la potenza di 450 CV (340 kW) azionante un'elica bipala lignea.
Il carrello di atterraggio era del tipo triciclo, posteriore, fisso, con pattino di coda. L'armamento era composto da tre mitragliatrici calibro 7,62 mm due installate nella parte centrale dell'ala superiore, e una, su un supporto brandeggiabile, azionata dall'abitacolo posteriore.

## Impiego operativo
Quando il prototipo dello XF2U-1 giunse sulla NAS Anacostia per la valutazione ufficiale, la BuAer aveva già stipulato un contratto per un ulteriore sviluppo del caccia Curtiss XF8C-2, lo XF8C-4 e, sebbene il velivolo Vought soddisfacesse tutte le garanzie contrattuali, fu respinto. Alcune preoccupazioni sui presunti problemi dovuti alla cappottatura piuttosto lunga sopra il motore vennero subito dissipati. Assegnato alla Naval Aircraft Factory nel febbraio del 1930 come aereo da collegamento, subendo danni irreparabili il 6 marzo 1931 durante un atterraggio.